# Моррістаун (Південна Дакота)
Моррістаун (англ. Morristown) — місто (англ. town) в США, в окрузі Корсон штату Південна Дакота. Населення — 47 осіб (2020).

## Географія
Моррістаун розташований за координатами 45°56′19″ пн. ш. 101°43′8″ зх. д. / 45.93861° пн. ш. 101.71889° зх. д. (45.938622, -101.718830).  За даними Бюро перепису населення США в 2010 році місто мало площу 0,91 км², уся площа — суходіл.

## Демографія
Згідно з переписом 2010 року, у місті мешкало 67 осіб у 32 домогосподарствах у складі 18 родин. Густота населення становила 74 особи/км².  Було 42 помешкання (46/км²).
Расовий склад населення:
| - 95,5 % — білих - 4,5 % — корінних американців |

До двох чи більше рас належало 0,0 %. Частка іспаномовних становила 0,0 % від усіх жителів.
За віковим діапазоном населення розподілялося таким чином: 26,9 % — особи молодші 18 років, 53,7 % — особи у віці 18—64 років, 19,4 % — особи у віці 65 років та старші. Медіана віку мешканця становила 37,5 року. На 100 осіб жіночої статі у місті припадало 123,3 чоловіків;  на 100 жінок у віці від 18 років та старших — 113,0 чоловіків також старших 18 років.
Середній дохід на одне домашнє господарство  становив 35 525 доларів США (медіана — 31 667), а середній дохід на одну сім'ю — 37 817 доларів (медіана — 43 750). За межею бідності перебувало 17,8 % осіб, у тому числі 75,0 % дітей у віці до 18 років та 7,7 % осіб у віці 65 років та старших.
Цивільне працевлаштоване населення становило 29 осіб. Основні галузі зайнятості: сільське господарство, лісництво, риболовля — 34,5 %, виробництво — 10,3 %, освіта, охорона здоров'я та соціальна допомога — 10,3 %.